# Campeonato Europeo de Voleibol Femenino de 2019
El XXXI Campeonato Europeo de Voleibol Femenino se celebró en cuatro países: Turquía, Polonia, Hungría y Eslovaquia entre el 23 de agosto y el 8 de septiembre de 2019 bajo la organización de la Confederación Europea de Voleibol (CEV) y las federaciones nacionales de las respectivas sedes.
Un total de 24 selecciones nacionales afiliadas a la CEV compitieron por el título de campeón europeo, cuyo anterior portador era el equipo de Serbia, vencedor del Europeo de 2017. 
La selección de Serbia se adjudicó la medalla de oro al derrotar en la final al equipo de Turquía con un marcador de 3-2. En el partido por el tercer puesto el conjunto de Italia venció al de Polonia.

## Sedes
| Foto | Grupo          | Ciudad                   | Instalación                    | Capacidad |
| ---- | -------------- | ------------------------ | ------------------------------ | --------- |
|      | A y fase final | Ankara ( Turquía)        | Pabellón de Deportes           | 10 400    |
|      | B y fase final | Łódź ( Polonia)          | Atlas Arena                    | 15 000    |
|      | C y fase final | Budapest ( Hungría)      | Arena Deportiva László Papp    | 12 500    |
|      | D y fase final | Bratislava ( Eslovaquia) | Estadio de Hielo Ondrej Nepela | 10 000    |

## Grupos
| Grupo A   | Grupo B   | Grupo C      | Grupo D     |
| --------- | --------- | ------------ | ----------- |
| Turquía   | Polonia   | Hungría      | Eslovaquia  |
| Serbia    | Italia    | Países Bajos | Rusia       |
| Bulgaria  | Bélgica   | Croacia      | Alemania    |
| Francia   | Ucrania   | Azerbaiyán   | Bielorrusia |
| Finlandia | Portugal  | Rumanía      | España      |
| Grecia    | Eslovenia | Estonia      | Suiza       |

## Primera fase
- Todos los partidos en la hora local de Eslovaquia, Hungría o Polonia (UTC+2) o de Turquía  (UTC+3).

Los primeros cuatro de cada grupo pasan directamente a los octavos de final.

### Grupo A
| Equipo    | Partidos | Partidos | Partidos |      | Sets | Sets | Sets  | Puntos | Puntos | Puntos |
| Equipo    | PJ       | PG       | PP       | Pts. | SG   | SP   | Ratio | PG     | PP     | Ratio  |
| --------- | -------- | -------- | -------- | ---- | ---- | ---- | ----- | ------ | ------ | ------ |
| Serbia    | 5        | 5        | 0        | 15   | 15   | 3    | 5,000 | 431    | 358    | 1,204  |
| Turquía   | 5        | 4        | 1        | 11   | 13   | 6    | 2,167 | 440    | 373    | 1,180  |
| Bulgaria  | 5        | 2        | 3        | 7    | 10   | 9    | 1,111 | 405    | 393    | 1,030  |
| Grecia    | 5        | 2        | 3        | 6    | 6    | 10   | 0,600 | 330    | 374    | 0,882  |
| Finlandia | 5        | 1        | 4        | 4    | 6    | 13   | 0,462 | 394    | 428    | 0,921  |
| Francia   | 5        | 1        | 4        | 2    | 5    | 14   | 0,357 | 363    | 437    | 0,831  |

- Resultados

| Fecha | Hora  | Partido¹  | Partido¹ | Partido¹  | Res.  | Set 1 | Set 2 | Set 3 | Set 4 | Set 5 | Total    |
| ----- | ----- | --------- | -------- | --------- | ----- | ----- | ----- | ----- | ----- | ----- | -------- |
| 23.08 | 14:30 | Francia   | –        | Bulgaria  | 3 – 2 | 25-20 | 13-25 | 25-15 | 19-25 | 15-13 | 97 – 98  |
| 23.08 | 17:00 | Serbia    | –        | Finlandia | 3 – 0 | 25-17 | 25-15 | 25-17 | –     | –     | 75 – 49  |
| 23.08 | 20:00 | Turquía   | –        | Grecia    | 3 – 0 | 25-21 | 25-18 | 25-8  | –     | –     | 75 – 47  |
| 24.08 | 17:00 | Francia   | –        | Grecia    | 0 – 3 | 12-25 | 21-25 | 21-25 | –     | –     | 54 – 75  |
| 24.08 | 19:30 | Finlandia | –        | Turquía   | 2 – 3 | 24-26 | 15-25 | 25-20 | 25-21 | 10-15 | 99 – 107 |
| 25.08 | 17:00 | Bulgaria  | –        | Serbia    | 1 – 3 | 25-16 | 21-25 | 20-25 | 16-25 | –     | 82 – 91  |
| 25.08 | 19:30 | Grecia    | –        | Finlandia | 3 – 1 | 26-24 | 15-25 | 25-21 | 27-25 | –     | 93 – 95  |
| 26.08 | 17:00 | Francia   | –        | Serbia    | 1 – 3 | 19-25 | 13-25 | 25-17 | 23-25 | –     | 80 – 92  |
| 26.08 | 19:30 | Turquía   | –        | Bulgaria  | 3 – 1 | 25-21 | 25-11 | 20-25 | 25-18 | –     | 95 – 75  |
| 27.08 | 17:00 | Finlandia | –        | Francia   | 3 – 1 | 25-21 | 25-14 | 22-25 | 25-18 | –     | 97 – 78  |
| 27.08 | 19:30 | Grecia    | –        | Bulgaria  | 0 – 3 | 22-25 | 17-25 | 17-25 | –     | –     | 56 – 75  |
| 28.09 | 17:00 | Serbia    | –        | Grecia    | 3 – 0 | 25-21 | 25-17 | 25-21 | –     | –     | 75 – 59  |
| 28.08 | 19:30 | Francia   | –        | Turquía   | 0 – 3 | 19-25 | 19-25 | 16-25 | –     | –     | 54 – 75  |
| 29.08 | 17:00 | Bulgaria  | –        | Finlandia | 3 – 0 | 25-14 | 25-21 | 25-19 | –     | –     | 75 – 54  |
| 29.08 | 19:30 | Turquía   | –        | Serbia    | 1 – 3 | 25-23 | 19-25 | 22-25 | 22-25 | –     | 88 – 98  |

- (¹) – Todos en Ankara.

### Grupo B
| Equipo    | Partidos | Partidos | Partidos |      | Sets | Sets | Sets  | Puntos | Puntos | Puntos |
| Equipo    | PJ       | PG       | PP       | Pts. | SG   | SP   | Ratio | PG     | PP     | Ratio  |
| --------- | -------- | -------- | -------- | ---- | ---- | ---- | ----- | ------ | ------ | ------ |
| Italia    | 5        | 4        | 1        | 13   | 14   | 3    | 4,667 | 399    | 295    | 1,352  |
| Polonia   | 5        | 4        | 1        | 12   | 14   | 6    | 2,333 | 453    | 377    | 1,202  |
| Bélgica   | 5        | 4        | 1        | 11   | 12   | 6    | 2,000 | 420    | 361    | 1,163  |
| Eslovenia | 5        | 2        | 3        | 5    | 6    | 11   | 0,545 | 341    | 377    | 0,904  |
| Ucrania   | 5        | 1        | 4        | 4    | 6    | 12   | 0,500 | 343    | 407    | 0,843  |
| Portugal  | 5        | 0        | 5        | 0    | 1    | 15   | 0,067 | 260    | 399    | 0,652  |

- Resultados

| Fecha | Hora  | Partido¹  | Partido¹ | Partido¹  | Res.  | Set 1 | Set 2 | Set 3 | Set 4 | Set 5 | Total     |
| ----- | ----- | --------- | -------- | --------- | ----- | ----- | ----- | ----- | ----- | ----- | --------- |
| 23.08 | 14:00 | Bélgica   | –        | Ucrania   | 3 – 0 | 25-10 | 25-19 | 25-22 | –     | –     | 75 – 51   |
| 23.08 | 17:30 | Italia    | –        | Portugal  | 3 – 0 | 25-15 | 25-14 | 25-13 | –     | –     | 75 – 42   |
| 23.08 | 20:30 | Polonia   | –        | Eslovenia | 3 – 0 | 25-12 | 25-22 | 25-23 | –     | –     | 75 – 57   |
| 24.08 | 18:00 | Bélgica   | –        | Eslovenia | 3 – 0 | 25-13 | 25-21 | 25-20 | –     | –     | 75 – 54   |
| 24.08 | 20:30 | Portugal  | –        | Polonia   | 0 – 3 | 14-25 | 16-25 | 11-25 | –     | –     | 41 – 75   |
| 25.08 | 18:00 | Eslovenia | –        | Portugal  | 3 – 0 | 25-21 | 25-20 | 25-9  | –     | –     | 75 – 50   |
| 25.08 | 21:00 | Ucrania   | –        | Italia    | 0 – 3 | 16-25 | 18-25 | 10-25 | –     | –     | 44 – 75   |
| 26.08 | 18:00 | Italia    | –        | Bélgica   | 3 – 0 | 25-18 | 25-21 | 25-23 | –     | –     | 75 – 62   |
| 26.08 | 20:30 | Polonia   | –        | Ucrania   | 3 – 1 | 20-25 | 25-11 | 25-22 | 25-15 | –     | 95 – 73   |
| 27.08 | 18:00 | Portugal  | –        | Bélgica   | 1 – 3 | 13-25 | 26-24 | 20-25 | 11-25 | –     | 70 – 99   |
| 27.08 | 21:00 | Italia    | –        | Eslovenia | 3 – 0 | 27-25 | 25-8  | 25-17 | –     | –     | 77 – 50   |
| 28.09 | 18:00 | Bélgica   | –        | Polonia   | 3 – 2 | 20-25 | 27-25 | 20-25 | 25-21 | 17-25 | 109 – 111 |
| 28.08 | 20:30 | Ucrania   | –        | Eslovenia | 2 – 3 | 25-22 | 21-25 | 25-18 | 21-25 | 8-15  | 100 – 105 |
| 29.08 | 18:00 | Portugal  | –        | Ucrania   | 0 – 3 | 22-25 | 15-25 | 20-25 | –     | –     | 57 – 75   |
| 29.08 | 20:30 | Polonia   | –        | Italia    | 3 – 2 | 25-14 | 19-25 | 13-25 | 25-21 | 15-12 | 97 – 97   |

- (¹) – Todos en Łódź.

### Grupo C
| Equipo       | Partidos | Partidos | Partidos |      | Sets | Sets | Sets  | Puntos | Puntos | Puntos |
| Equipo       | PJ       | PG       | PP       | Pts. | SG   | SP   | Ratio | PG     | PP     | Ratio  |
| ------------ | -------- | -------- | -------- | ---- | ---- | ---- | ----- | ------ | ------ | ------ |
| Países Bajos | 5        | 5        | 0        | 15   | 15   | 0    | MAX   | 375    | 251    | 1,494  |
| Azerbaiyán   | 5        | 4        | 1        | 10   | 12   | 7    | 1,714 | 426    | 388    | 1,098  |
| Croacia      | 5        | 3        | 2        | 10   | 11   | 8    | 1,375 | 443    | 422    | 1,050  |
| Rumanía      | 5        | 2        | 3        | 6    | 7    | 11   | 0,636 | 386    | 437    | 0,883  |
| Hungría      | 5        | 1        | 4        | 3    | 4    | 12   | 0,333 | 348    | 379    | 0,918  |
| Estonia      | 5        | 0        | 5        | 1    | 4    | 15   | 0,267 | 360    | 461    | 0,781  |

- Resultados

| Fecha | Hora  | Partido¹     | Partido¹ | Partido¹     | Res.  | Set 1 | Set 2 | Set 3 | Set 4 | Set 5 | Total     |
| ----- | ----- | ------------ | -------- | ------------ | ----- | ----- | ----- | ----- | ----- | ----- | --------- |
| 23.08 | 15:00 | Croacia      | –        | Azerbaiyán   | 2 – 3 | 13-25 | 25-20 | 25-22 | 24-26 | 15-17 | 102 – 110 |
| 23.08 | 17:30 | Países Bajos | –        | Rumanía      | 3 – 0 | 25-21 | 25-18 | 25-9  | –     | –     | 75 – 48   |
| 23.08 | 20:30 | Hungría      | –        | Estonia      | 3 – 0 | 25-15 | 25-17 | 25-15 | –     | –     | 75 – 47   |
| 24.08 | 18:00 | Estonia      | –        | Croacia      | 1 – 3 | 18-25 | 17-25 | 28-26 | 12-25 | –     | 75 – 101  |
| 24.08 | 20:30 | Rumanía      | –        | Hungría      | 3 – 1 | 25-23 | 21-25 | 26-24 | 25-22 | –     | 97 – 94   |
| 25.08 | 15:30 | Azerbaiyán   | –        | Países Bajos | 0 – 3 | 15-25 | 23-25 | 23-25 | –     | –     | 61 – 75   |
| 25.08 | 18:00 | Estonia      | –        | Rumanía      | 1 – 3 | 23-25 | 32-30 | 19-25 | 21-25 | –     | 95 – 105  |
| 26.08 | 18:00 | Países Bajos | –        | Croacia      | 3 – 0 | 25-16 | 25-18 | 25-23 | –     | –     | 75 – 57   |
| 26.08 | 20:30 | Hungría      | –        | Azerbaiyán   | 0 – 3 | 21-25 | 15-25 | 22-25 | –     | –     | 58 – 75   |
| 27.08 | 18:00 | Países Bajos | –        | Estonia      | 3 – 0 | 25-18 | 25-12 | 25-10 | –     | –     | 75 – 40   |
| 27.08 | 20:30 | Rumanía      | –        | Croacia      | 1 – 3 | 21-25 | 25-23 | 18-25 | 22-25 | –     | 86 – 98   |
| 28.09 | 15:30 | Azerbaiyán   | –        | Estonia      | 3 – 2 | 25-20 | 18-25 | 25-22 | 22-25 | 15-11 | 105 – 103 |
| 28.08 | 18:00 | Croacia      | –        | Hungría      | 3 – 0 | 25-20 | 25-23 | 35-33 | –     | –     | 85 – 76   |
| 29.08 | 15:30 | Rumanía      | –        | Azerbaiyán   | 0 – 3 | 15-25 | 14-25 | 21-25 | –     | –     | 50 – 75   |
| 29.08 | 18:00 | Hungría      | –        | Países Bajos | 0 – 3 | 17-25 | 13-25 | 15-25 | –     | –     | 45 – 75   |

- (¹) – Todos en Budapest.

### Grupo D
| Equipo      | Partidos | Partidos | Partidos |      | Sets | Sets | Sets  | Puntos | Puntos | Puntos |
| Equipo      | PJ       | PG       | PP       | Pts. | SG   | SP   | Ratio | PG     | PP     | Ratio  |
| ----------- | -------- | -------- | -------- | ---- | ---- | ---- | ----- | ------ | ------ | ------ |
| Alemania    | 5        | 5        | 0        | 14   | 15   | 4    | 3,750 | 444    | 381    | 1,166  |
| Rusia       | 5        | 4        | 1        | 13   | 14   | 3    | 4,667 | 409    | 304    | 1,345  |
| Eslovaquia  | 5        | 3        | 2        | 8    | 10   | 8    | 1,250 | 389    | 402    | 0,967  |
| España      | 5        | 2        | 3        | 5    | 7    | 12   | 0,583 | 415    | 446    | 0,930  |
| Suiza       | 5        | 1        | 4        | 4    | 5    | 13   | 0,385 | 375    | 428    | 0,876  |
| Bielorrusia | 5        | 0        | 5        | 1    | 4    | 15   | 0,267 | 378    | 449    | 0,842  |

- Resultados

| Fecha | Hora  | Partido¹    | Partido¹ | Partido¹    | Res.  | Set 1 | Set 2 | Set 3 | Set 4 | Set 5 | Total     |
| ----- | ----- | ----------- | -------- | ----------- | ----- | ----- | ----- | ----- | ----- | ----- | --------- |
| 23.08 | 14:30 | Suiza       | –        | Alemania    | 0 – 3 | 16-25 | 19-25 | 21-25 | –     | –     | 56 – 75   |
| 23.08 | 17:00 | Bielorrusia | –        | Rusia       | 0 – 3 | 24-26 | 16-25 | 22-25 | –     | –     | 62 – 76   |
| 23.08 | 20:00 | Eslovaquia  | –        | España      | 3 – 0 | 26-24 | 29-27 | 25-18 | –     | –     | 80 – 69   |
| 24.08 | 17:30 | Alemania    | –        | España      | 3 – 1 | 15-25 | 25-19 | 31-29 | 25-18 | –     | 96 – 91   |
| 24.08 | 20:00 | Suiza       | –        | Eslovaquia  | 0 – 3 | 20-25 | 16-25 | 22-25 | –     | –     | 58 – 75   |
| 25.08 | 17:30 | España      | –        | Bielorrusia | 3 – 1 | 25-22 | 25-22 | 15-25 | 25-17 | –     | 90 – 86   |
| 25.08 | 20:00 | Rusia       | –        | Suiza       | 3 – 0 | 28-26 | 25-19 | 25-9  | –     | –     | 78 – 54   |
| 26.08 | 17:30 | Alemania    | –        | Rusia       | 3 – 2 | 18-25 | 25-21 | 25-23 | 14-25 | 15-11 | 97 – 105  |
| 26.08 | 20:00 | Eslovaquia  | –        | Bielorrusia | 3 – 2 | 22-25 | 22-25 | 25-17 | 25-18 | 16-14 | 110 – 99  |
| 27.08 | 17:30 | España      | –        | Suiza       | 3 – 2 | 22-25 | 21-25 | 26-24 | 25-22 | 15-13 | 109 – 109 |
| 27.08 | 20:00 | Alemania    | –        | Eslovaquia  | 3 – 1 | 25-22 | 26-28 | 25-18 | 25-21 | –     | 101 – 89  |
| 28.09 | 17:30 | Rusia       | –        | España      | 3 – 0 | 25-15 | 25-19 | 25-22 | –     | –     | 75 – 56   |
| 28.08 | 20:00 | Alemania    | –        | Bielorrusia | 3 – 0 | 25-10 | 25-15 | 25-15 | –     | –     | 75 – 40   |
| 29.08 | 18:00 | Suiza       | –        | Bielorrusia | 3 – 1 | 19-25 | 25-18 | 29-27 | 25-21 | –     | 98 – 91   |
| 29.08 | 20:30 | Eslovaquia  | –        | Rusia       | 0 – 3 | 14-25 | 9-25  | 12-25 | –     | –     | 35 – 75   |

- (¹) – Todos en Bratislava.

## Fase final
- Todos los partidos en la hora local de Eslovaquia, Hungría o Polonia (UTC+2) o de Turquía  (UTC+3).

|  | Octavos de final | Octavos de final |              |         | Cuartos de final | Cuartos de final |  |         | Semifinales     | Semifinales     |        |              | Final           | Final           |  |
|  | 1 de septiembre  | 1 de septiembre  |              |         | 4 de septiembre  | 4 de septiembre  |  |         | 7 de septiembre | 7 de septiembre |        |              | 8 de septiembre | 8 de septiembre |  |
|  |                  |                  |              |         |                  |                  |  |         |                 |                 |        |              |                 |                 |  |
|  |                  |                  |              |         |                  |                  |  |         |                 |                 |        |              |                 |                 |  |
|  | Serbia           | 3                |              |         |                  |                  |  |         |                 |                 |        |              |                 |                 |  |
|  | Serbia           | 3                |              |         |                  |                  |  |         |                 |                 |        |              |                 |                 |  |
|  | Rumanía          | 0                |              |         |                  |                  |  |         |                 |                 |        |              |                 |                 |  |
|  | Rumanía          | 0                |              | Serbia  | 3                |                  |  |         |                 |                 |        |              |                 |                 |  |
|  |                  |                  |              | Serbia  | 3                |                  |  |         |                 |                 |        |              |                 |                 |  |
|  |                  |                  | Bulgaria     | 0       |                  |                  |  |         |                 |                 |        |              |                 |                 |  |
|  | Azerbaiyán       | 0                | Bulgaria     | 0       |                  |                  |  |         |                 |                 |        |              |                 |                 |  |
|  | Azerbaiyán       | 0                |              |         |                  |                  |  |         |                 |                 |        |              |                 |                 |  |
|  | Bulgaria         | 3                |              |         |                  |                  |  |         |                 |                 |        |              |                 |                 |  |
|  | Bulgaria         | 3                |              |         |                  |                  |  | Serbia  | 3               |                 |        |              |                 |                 |  |
|  |                  |                  |              |         |                  |                  |  | Serbia  | 3               |                 |        |              |                 |                 |  |
|  |                  |                  | Italia       | 1       |                  |                  |  |         |                 |                 |        |              |                 |                 |  |
|  | Italia           | 3                | Italia       | 1       |                  |                  |  |         |                 |                 |        |              |                 |                 |  |
|  | Italia           | 3                |              |         |                  |                  |  |         |                 |                 |        |              |                 |                 |  |
|  | Eslovaquia       | 0                |              |         |                  |                  |  |         |                 |                 |        |              |                 |                 |  |
|  | Eslovaquia       | 0                |              | Italia  | 3                |                  |  |         |                 |                 |        |              |                 |                 |  |
|  |                  |                  |              | Italia  | 3                |                  |  |         |                 |                 |        |              |                 |                 |  |
|  |                  |                  | Rusia        | 1       |                  |                  |  |         |                 |                 |        |              |                 |                 |  |
|  | Rusia            | 3                | Rusia        | 1       |                  |                  |  |         |                 |                 |        |              |                 |                 |  |
|  | Rusia            | 3                |              |         |                  |                  |  |         |                 |                 |        |              |                 |                 |  |
|  | Bélgica          | 1                |              |         |                  |                  |  |         |                 |                 |        |              |                 |                 |  |
|  | Bélgica          | 1                |              |         |                  |                  |  |         |                 |                 |        | Serbia       | 3               |                 |  |
|  |                  |                  |              |         |                  |                  |  |         |                 |                 |        | Serbia       | 3               |                 |  |
|  |                  |                  | Turquía      | 2       |                  |                  |  |         |                 |                 |        |              |                 |                 |  |
|  | Turquía          | 3                | Turquía      | 2       |                  |                  |  |         |                 |                 |        |              |                 |                 |  |
|  | Turquía          | 3                |              |         |                  |                  |  |         |                 |                 |        |              |                 |                 |  |
|  | Croacia          | 2                |              |         |                  |                  |  |         |                 |                 |        |              |                 |                 |  |
|  | Croacia          | 2                |              | Turquía | 3                |                  |  |         |                 |                 |        |              |                 |                 |  |
|  |                  |                  |              | Turquía | 3                |                  |  |         |                 |                 |        |              |                 |                 |  |
|  |                  |                  | Países Bajos | 0       |                  |                  |  |         |                 |                 |        |              |                 |                 |  |
|  | Países Bajos     | 3                | Países Bajos | 0       |                  |                  |  |         |                 |                 |        |              |                 |                 |  |
|  | Países Bajos     | 3                |              |         |                  |                  |  |         |                 |                 |        |              |                 |                 |  |
|  | Grecia           | 0                |              |         |                  |                  |  |         |                 |                 |        |              |                 |                 |  |
|  | Grecia           | 0                |              |         |                  |                  |  | Turquía | 3               |                 |        |              |                 |                 |  |
|  |                  |                  |              |         |                  |                  |  | Turquía | 3               |                 |        |              |                 |                 |  |
|  |                  |                  | Polonia      | 1       |                  |                  |  |         |                 |                 |        |              |                 |                 |  |
|  | Polonia          | 3                | Polonia      | 1       |                  |                  |  |         |                 |                 |        |              |                 |                 |  |
|  | Polonia          | 3                |              |         |                  |                  |  |         |                 |                 |        |              |                 |                 |  |
|  | España           | 0                |              |         |                  |                  |  |         |                 |                 |        |              |                 |                 |  |
|  | España           | 0                |              | Polonia | 3                |                  |  |         |                 |                 |        | Tercer lugar | Tercer lugar    |                 |  |
|  |                  |                  |              | Polonia | 3                |                  |  |         |                 |                 |        | Tercer lugar | Tercer lugar    |                 |  |
|  |                  |                  | Alemania     | 2       |                  |                  |  |         |                 |                 |        |              |                 |                 |  |
|  | Alemania         | 3                | Alemania     | 2       |                  |                  |  |         |                 |                 | Italia | 3            |                 |                 |  |
|  | Alemania         | 3                |              |         |                  |                  |  |         |                 |                 | Italia | 3            |                 |                 |  |
|  | Eslovenia        | 0                |              |         |                  |                  |  |         |                 |                 |        |              | Polonia         | 0               |  |
|  | Eslovenia        | 0                |              |         |                  |                  |  |         |                 |                 |        |              | Polonia         | 0               |  |
|  |                  |                  |              |         |                  |                  |  |         |                 |                 |        |              |                 |                 |  |

### Octavos de final
| Fecha | Hora  | Partido¹     | Partido¹ | Partido¹   | Res.  | Set 1 | Set 2 | Set 3 | Set 4 | Set 5 | Total     |
| ----- | ----- | ------------ | -------- | ---------- | ----- | ----- | ----- | ----- | ----- | ----- | --------- |
| 01.09 | 15:30 | Rusia        | –        | Bélgica    | 3 – 1 | 25-22 | 25-15 | 21-25 | 25-22 | –     | 96 – 84   |
| 01.09 | 18:00 | Italia       | –        | Eslovaquia | 3 – 0 | 25-20 | 25-23 | 25-20 | –     | –     | 75 – 63   |
| 01.09 | 16:00 | Países Bajos | –        | Grecia     | 3 – 0 | 25-21 | 25-23 | 25-12 | –     | –     | 75 – 56   |
| 01.09 | 18:30 | Azerbaiyán   | –        | Bulgaria   | 0 – 3 | 12-25 | 16-25 | 23-25 | –     | –     | 51 – 75   |
| 01.09 | 17:00 | Serbia       | –        | Rumanía    | 3 – 0 | 25-20 | 25-17 | 25-23 | –     | –     | 75 – 60   |
| 01.09 | 19:30 | Turquía      | –        | Croacia    | 3 – 2 | 26-24 | 18-25 | 31-33 | 25-22 | 16-14 | 116 – 118 |
| 01.09 | 18:00 | Alemania     | –        | Eslovenia  | 3 – 0 | 25-21 | 25-15 | 25-20 | –     | –     | 75 – 56   |
| 01.09 | 20:30 | Polonia      | –        | España     | 3 – 0 | 25-20 | 25-20 | 25-19 | –     | –     | 75 – 59   |

- (¹) – Por pares, empezando por arriba, las sedes son Eslovaquia, Hungría, Turquía y Polonia.

### Cuartos de final
| Fecha | Hora  | Partido¹ | Partido¹ | Partido¹     | Res.  | Set 1 | Set 2 | Set 3 | Set 4 | Set 5 | Total    |
| ----- | ----- | -------- | -------- | ------------ | ----- | ----- | ----- | ----- | ----- | ----- | -------- |
| 04.09 | 17:00 | Serbia   | –        | Bulgaria     | 3 – 0 | 25-19 | 25-18 | 28-26 | –     | –     | 78 – 63  |
| 04.09 | 19:30 | Turquía  | –        | Países Bajos | 3 – 0 | 25-20 | 25-22 | 25-20 | –     | –     | 75 – 62  |
| 04.09 | 18:00 | Italia   | –        | Rusia        | 3 – 1 | 25-27 | 25-22 | 27-25 | 25-21 | –     | 10 – 95  |
| 04.09 | 20:30 | Polonia  | –        | Alemania     | 3 – 2 | 22-25 | 25-16 | 25-19 | 17-25 | 15-11 | 104 – 96 |

- (¹) – Los dos primeros en Turquía y los dos últimos en Polonia.

### Semifinales
| Fecha | Hora  | Partido¹ | Partido¹ | Partido¹ | Res.  | Set 1 | Set 2 | Set 3 | Set 4 | Set 5 | Total   |
| ----- | ----- | -------- | -------- | -------- | ----- | ----- | ----- | ----- | ----- | ----- | ------- |
| 07.09 | 17:00 | Serbia   | –        | Italia   | 3 – 1 | 25-22 | 25-21 | 21-25 | 25-20 | –     | 96 – 88 |
| 07.09 | 19:30 | Turquía  | –        | Polonia  | 3 – 1 | 25-17 | 25-16 | 14-25 | 25-18 | –     | 89 – 76 |

- (¹) – Ambos en Ankara.

### Tercer lugar
| Fecha | Hora  | Partido¹ | Partido¹ | Partido¹ | Res.  | Set 1 | Set 2 | Set 3 | Set 4 | Set 5 | Total   |
| ----- | ----- | -------- | -------- | -------- | ----- | ----- | ----- | ----- | ----- | ----- | ------- |
| 08.09 | 17:00 | Italia   | –        | Polonia  | 3 – 0 | 25-23 | 25-20 | 26-24 | –     | –     | 76 – 67 |

- (¹) – En Ankara.

### Final
| Fecha | Hora  | Partido¹ | Partido¹ | Partido¹ | Res.  | Set 1 | Set 2 | Set 3 | Set 4 | Set 5 | Total     |
| ----- | ----- | -------- | -------- | -------- | ----- | ----- | ----- | ----- | ----- | ----- | --------- |
| 08.09 | 19:30 | Serbia   | –        | Turquía  | 3 – 2 | 21-25 | 25-21 | 25-21 | 22-25 | 15-13 | 108 – 105 |

- (¹) – En Ankara.

## Medallero
| Serbia | Turquía | Italia |
| Maja Aleksić Ana Bjelica Jelena Blagojević Tijana Bošković Bianka Buša Katarina Lazović Brankica Mihajlović Bojana Milenković Slađana Mirković Maja Ognjenović Mina Popović Silvija Popović Teodora Pušić Stefana Veljković | Kübra Akman Naz Aydemir Akyol Hande Baladın Meryem Boz Şeyma Ercan Eda Erdem Dündar Zehra Güneş Meliha İsmailoğlu Ebrar Karakurt Cansu Özbay Aylin Sarıoğlu Simge Şebnem Aköz Fatma Yıldırım Gözde Yılmaz | Lucia Bosetti Cristina Chirichella Anna Danesi Monica De Gennaro Paola Egonu Terry Enweonwu Sarah Luisa Fahr Raphaela Folie Ofelia Malinov Sylvia Nwakalor Alessia Orro Beatrice Parrocchiale Indrė Sorokaitė Miriam Sylla |
| Zoran Terzić (seleccionador) | Giovanni Guidetti (seleccionador) | Davide Mazzanti (seleccionador) |

## Estadísticas

### Clasificación general
| 1. Serbia       |
| 2. Turquía      |
| 3. Italia       |
| 4. Polonia      |
| 5. Países Bajos |
| 6. Alemania     |
| 7. Rusia        |
| 8. Bulgaria     |
| 9. Bélgica      |
| 10. Azerbaiyán  |
| 11. Croacia     |
| 12. Eslovaquia  |
| 13. Rumanía     |
| 14. Grecia      |
| 15. España      |
| 16. Eslovenia   |
| 17. Ucrania     |
| 18. Finlandia   |
| 19. Suiza       |
| 20. Hungría     |
| 21. Francia     |
| 22. Bielorrusia |
| 23. Estonia     |
| 24. Portugal    |

### Máximas anotadoras
| N.º | Nombre                | Selección | Puntos | Partidos jugados |
| --- | --------------------- | --------- | ------ | ---------------- |
| 1   | Paola Egonu           | Italia    | 196    | 9                |
| 2   | Malwina Smarzek-Godek | Polonia   | 168    | 8                |
| 3   | Tijana Bošković       | Serbia    | 142    | 8                |
| 4   | Eda Erdem Dündar      | Turquía   | 142    | 9                |
| 5   | Brankica Mihajlović   | Serbia    | 135    | 9                |

Fuente: 